# Gråsten-Adsbøl Sogn
Gråsten-Adsbøl Sogn (dt.: Gravenstein-Atzbüll) ist eine Kirchspielsgemeinde (dän.: Sogn)  in Nordschleswig im südlichen Dänemark. Sie entstand 1957, als die bis dahin selbständigen Kirchspiele Gråsten Sogn und Adsbøl Sogn in der Harde Harde Lundtoft Herred im damaligen Aabenraa-Sønderborg Amt zusammengelegt wurden, 1970 schloss sich das Kirchspiel mit den benachbarten Kirchspielen Kværs Sogn und Rinkenæs Sogn zur Gråsten Kommune im damaligen Sønderjyllands Amt zusammen, die im Zuge der Kommunalreform zum 1. Januar 2007 in der „neuen“  Sønderborg Kommune in der Region Syddanmark aufgegangen ist.
Im Kirchspiel leben 3363 Menschen. Gråsten hat insgesamt 4365 Einwohner, Adsbøl 323  (Stand:1. Januar 2023).